# Бран, Алехандро
Алеха́ндро Хесу́с Бран Фло́рес (исп. Alejandro Jesús Bran Flores; 5 марта 2001, Сан-Хосе, Коста-Рика) — коста-риканский футболист.

## Карьера
Первым клубом в карьере полузащитника стал «Джиракал», из которого он ненадолго отправлялся в аренду в «Мунисипаль Гресию». В 2022 году права на футболиста стали принадлежать «Эредиано». В январе 2024 года Бран на правах аренды отправился в клуб MLS «Миннесота Юнайтед» 25 февраля костариканец забил за команду дебютный гол, который стал победным в матче с «Остином» (2:1).

### В сборной
Алехандро Бран выступал за молодежную сборную страны, однако еще раньше он успел впервые сыграть за взрослую сборную Коста-Рики. В июне 2024 года полузащитник вошел в состав национальной команды для участия в Кубке Америки в США.

## Достижения
- Чемпион Коста-Рики (1): 2021 (Апертура).